# Nick Green
Nicholas "Nick" David Green (født 4. oktober 1967 i Melbourne) er en australsk tidligere roer, dobbelt olympisk guldvinder og firedobbelt verdensmester.

## Karriere
Green begyndte sin internationale karriere i den australske firer uden styrmand, og hans første store resultat her kom ved VM i 1990, hvor han var med til at vinde guld. Denne præstation gentog de året efter, og besætningen herfra, der foruden Green også bestod af Andrew Cooper, Mike McKay og James Tomkins var derfor store favoritter ved OL 1992 i Barcelona. Australierne vandt da også deres indledende heat og deres semifinaleheat i sikker stil. Amerikanerne havde dog præsteret tider næsten lige så gode, så finalen så ud til at kunne blive spændende. Men her viste australierne deres styrke og sejrede med et forspring på næsten halvandet sekund til amerikanerne, mens slovenerne akkurat sikrede sig bronze.
Fire år senere ved OL 1996 i Atlanta var australierne ikke nær så store favoritter, selv om de stillede med tre af guldvinderne fra Barcelona: Green, McKay og Tomkins, mens Drew Ginn havde erstattet Cooper. Vinderne fra de to seneste VM var fra Italien og regnedes blandt de hårde konkurrenter. Australierne vandt deres indledende heat, men blev blot nummer tre i en meget tæt semifinale (uden dog at være tæt på ikke at nå A-finalen). I finalen viste australierne sig stærkest og hentede den anden OL-guldmedalje i træk, mens Frankrig vandt sølv og Storbritannien bronze; italienerne virkede trætte og sluttede sidst i finalen.
Green vandt i alt fire VM-guldmedaljer. Udover de to i firer uden styrmand blev det til en i toer med styrmand og en i firer med styrmand (begge i 1998).

## Resultater

### OL-medaljer
- 1992:  Guld i firer uden styrmand
- 1996:  Guld i firer uden styrmand

### VM-medaljer
- VM i roning 1990:  Guld i firer uden styrmand
- VM i roning 1991:  Guld i firer uden styrmand
- VM i roning 1998:  Guld i firer med styrmand
- VM i roning 1998:  Guld i toer med styrmand